# جو ليونارد (لاعب كرة قاعدة)
جو ليونارد (بالإنجليزية: Joe Leonard)‏ هو لاعب كرة قاعدة أمريكي، ولد في 15 نوفمبر 1894 في ويست شيكاغو في الولايات المتحدة، وتوفي في 1 مايو 1920.

## وصلات خارجية
- جو ليونارد على موقعبيزبول رفرنس.كوم (الدوري الرئيسي) (الإنجليزية)
- جو ليونارد على موقعبيزبول رفرنس.كوم (الدوري الثانوي) (الإنجليزية)